# Asamkirche
La chiesa di San Giovanni Nepomuceno (in tedesco: Sankt Johann-Nepomuk-Kirche), più conosciuta come Asamkirche, è una chiesa situata sulla Sendlinger Straße, nel centro storico di Monaco di Baviera, in Germania.
Rappresenta uno dei capolavori del Rococò e prende il nome dai suoi realizzatori.

## Architettura

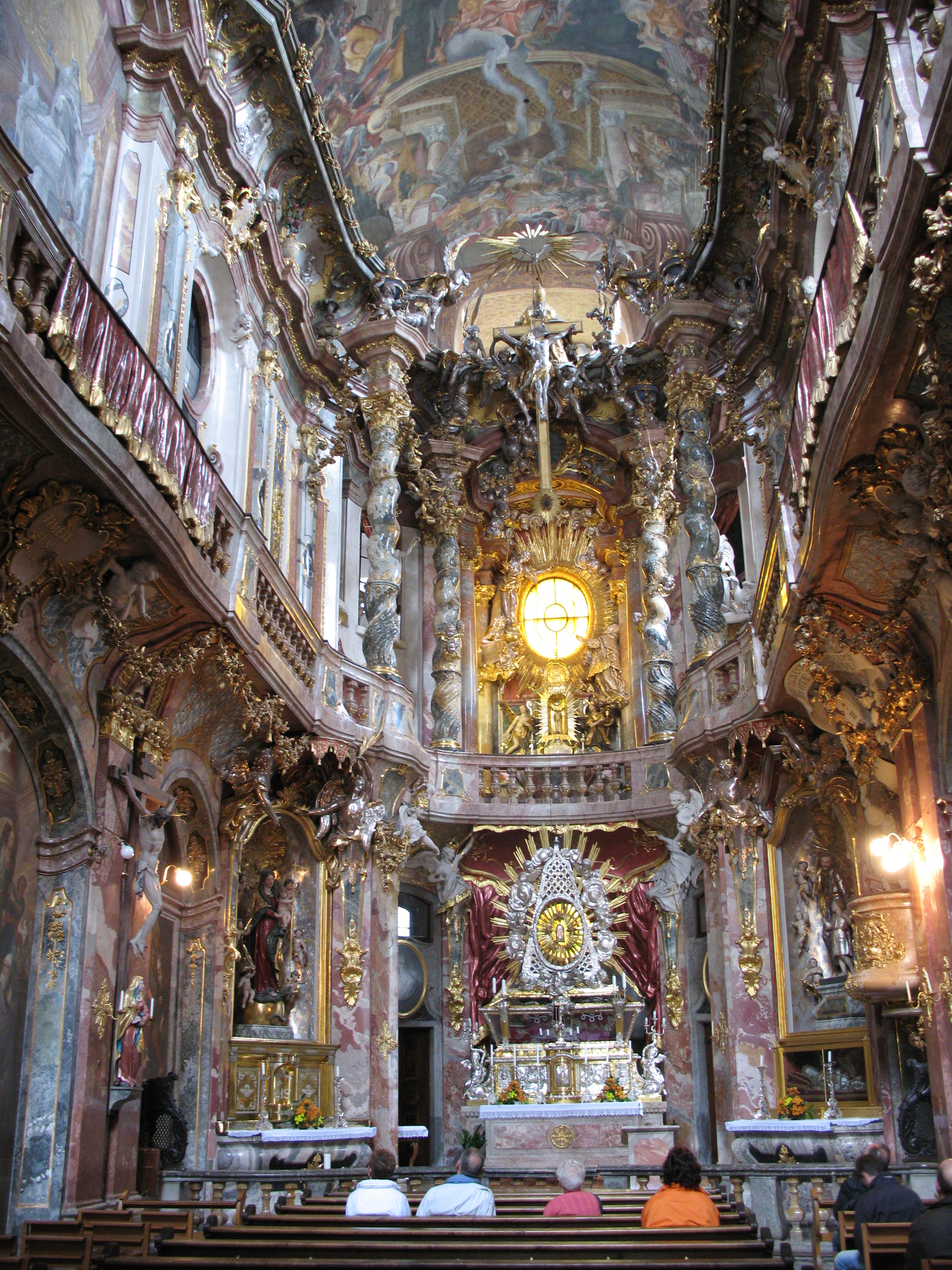
L'interno.

Fu costruita tra il 1733 e il 1746, in stile rococò, ad opera dei fratelli Cosmas Damian e Egid Quirin Asam. Originariamente la chiesa venne pensata come edificio di culto privato, ma i cittadini di Monaco costrinsero i fratelli Asam ad aprirla al pubblico.
Il portale d'ingresso è sormontato da una scultura del santo, circondato da cherubini e altri angeli, simbolo della confessione e della professione di fede. Il portale d'ingresso è decorato con bassorilievi che rappresentano la vita del santo. La facciata dell'edificio, tutta a curve e linee spezzate, pare poggiarsi su piedistalli che imitano la pietra naturale e non svela nulla di quanto racchiuso all'interno.
La navata è ricca di dettagli artistici notevoli: affreschi, stucchi e sculture nei colori rosso-bruno e oro. L'impressione di magnificenza che se ne ricava è notevolmente ampliata dai chiaroscuri e dalla luce soffusa. Il soffitto è decorato con affreschi e trompe-l'œil, opera di Cosmas Damian, che illustrano la Vita e il martirio del Santo. L'altare maggiore reca un sarcofago in vetro, in cui giace la figura di uomo che rappresenta le spoglie del santo. Successivamente vennero aggiunti all'altare, nel 1767, due angeli opera di Ignaz Günther.
Notevole è anche il pulpito, riccamente decorato e scolpito, circondato con un bassorilievo con scene della Vita di San Giovanni Battista e con simboli degli Apostoli.

## Galleria d'immagini

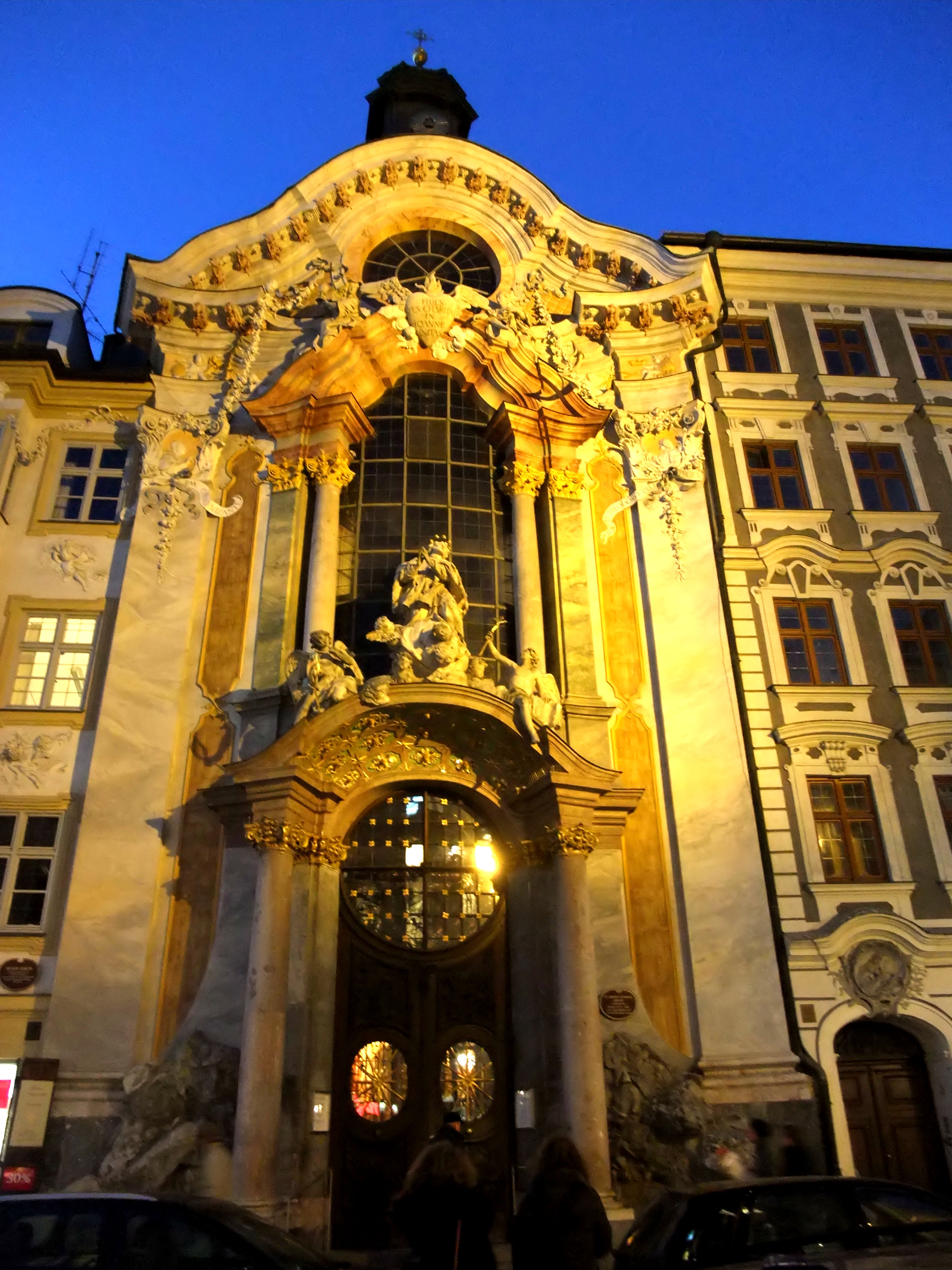
Illuminazione notturna.
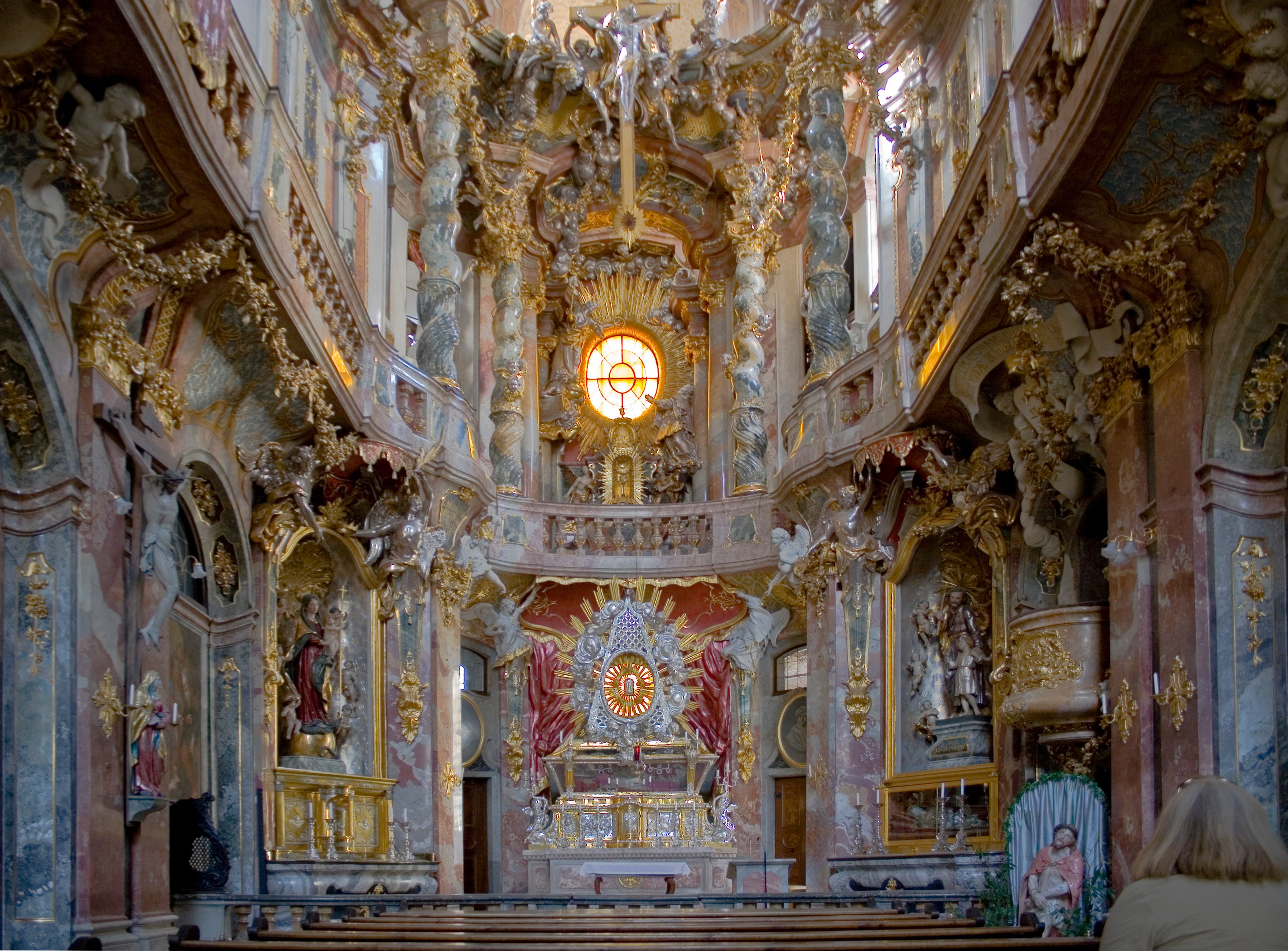
Particolare dell'interno.
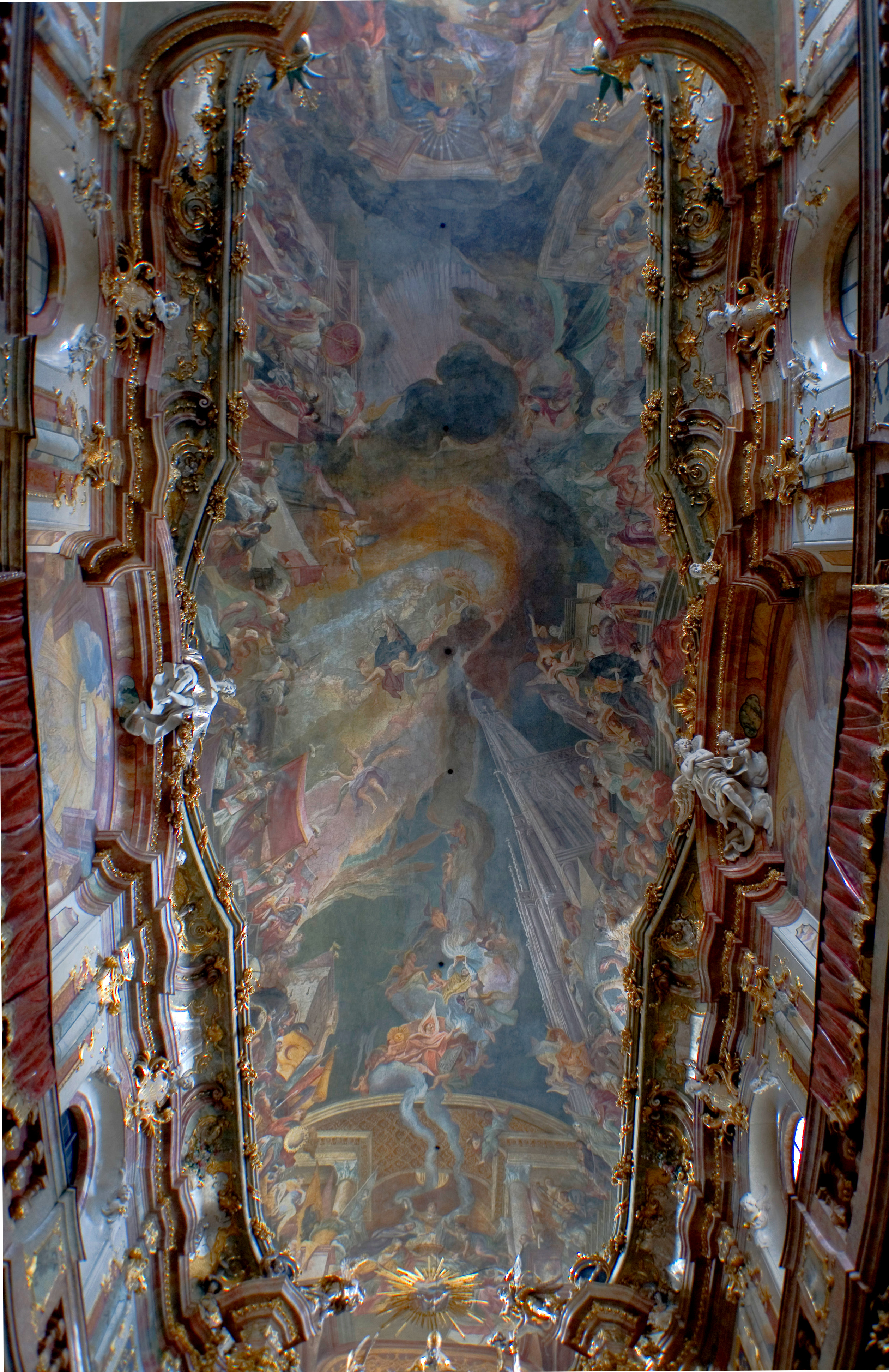
La volta.
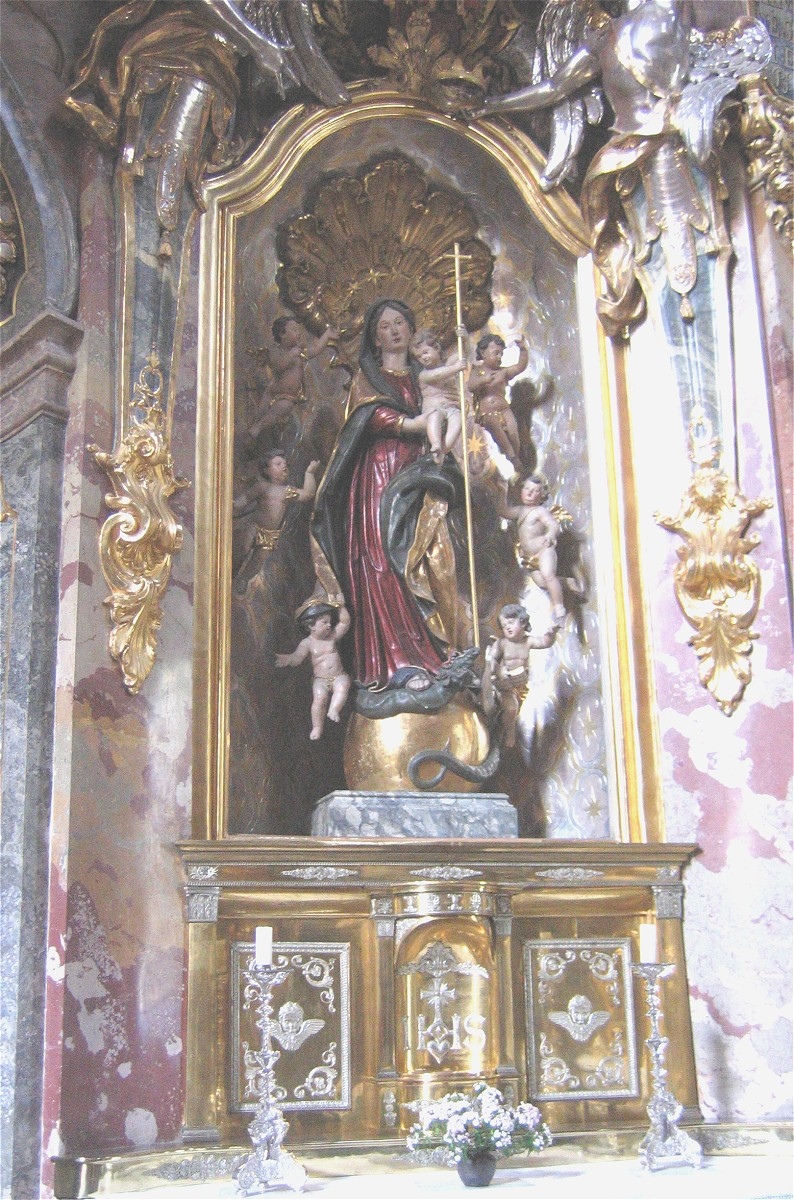
Altare Mariano.